# Бан Мина
Бан Мина (по Концевичу — Пан Мина, кор. 방민아, англ. Bang Min-ah; род. 13 мая 1993) — южнокорейская певица и актриса, более известна под сценическим именем Мина. Впервые дебютировала как участница Girl’s Day в 2010 году, в 2015 как сольная певица. Также принимала участие в съёмках телесериалов: «Айдол Вампир» (2011), «Красавица Гон Сим» (2016).

## Ранние годы
Бан Мин А родилась 13 мая 1993 году в Инчхоне, Южная Корея. Окончила Высшую женскую школу Чинсун, а также специализировалась на вещании в университете Донбук.

## Карьера

### Girl’s Day
9 июля 2010 Мин А дебютировала как участница женской группы Girl’s Day, представив сингл «Tilt My Head» (кор.: 갸우뚱; ром.: Gyauttung). Группы выпустила три полных альбома, один сборник и 5 EP.

### Сольная карьера
В 2010 Мина снималась в «Представителе» как женский брейкдансер. Проект был вскоре отменён.
Впервые Мина появилась на экране в качестве актрисы в дораме «Американские горки» канала tvN.
В 2013 Мина получила ведущую роль в «Остролисте». Позже Бан и IU были ведущими на The Music Trend (Inkigayo) с августа 2013 по январь 2014.
В 2015 Мина участвовала в съёмках пятого сезона «Закона джунглей».
3 марта 2015 Dream Tea объявил, что сольный дебют Мины выйдет в середине марта. 11 марта было объявлено название мини-альбома «I Am a Woman Too». 13-16 апреля Мина находилась в Японии на фан-встрече, на которой присутствовало более 2000 человек. Она посетила несколько городов: Осака, Нагоя, Токио, Сибуя. Позже она сыграла в дораме «Сладкая, грубая семья».
В 2016 Мина получила ведущую роль в дораме «Красавица Гон Сим».

### Личная жизнь
Первоначально отношения Мины и футболиста Сон Хын Мина отрицались агентствами, но позже были подтверждены 28 июля 2014 года. 16 октября того же года репортёры сообщили, что пара рассталась в связи с трудностями отношений на расстоянии, а также загруженным графиком.

## Дискография

### Расширенные пьесы
| Название         | Детали Альбома                                                                                                  | Позиции в Чартах | Позиции в Чартах | Продажи        |
| Название         | Детали Альбома                                                                                                  | KOR Weekly       | KOR Monthly      | Продажи        |
| ---------------- | --- | ---------------- | ---------------- | -------------- |
| I Am a Woman Too | - Выпущен 16 марта 2015 года - Лейбл: DreamTea Entertainment, LOEN Entertainment - Формат: CD, digital download | 2                | 11               | - KOR: 20 000+ |

### Синглы
| Название           | Год  | Позиции в чартах | Продажи              | Альбом           |
| Название           | Год  | KOR              | Продажи              | Альбом           |
| ------------------ | ---- | ---------------- | -------------------- | ---------------- |
| «I Am a Woman Too» | 2015 | 15               | - KOR (DL): 359 337+ | I Am a Woman Too |

### Другие песни
| Название                                | Год  | Позиции в чартах | Альбом           |
| Название                                | Год  | KOR              | Альбом           |
| --------------------------------------- | ---- | ---------------- | ---------------- |
| «This Is Strange (feat. Kanto of Troy)» | 2015 | 89               | I Am a Woman Too |

### Как сольный артист
| Год  | Песня                      | Альбом                      | Продолжительность | Заметки             |
| ---- | -------------------------- | --------------------------- | ----------------- | ------------------- |
| 2010 | «Cracked the Moon»         | «Argo» ОСТ                  | 3:40              | Соло                |
| 2010 | «Only Once»                | «Jungle Fish 2» ОСТ         | 4:20              | Соло                |
| 2011 | «Rapper’s Breakup Part. 2» | «The Rage Theater»          | 3:34              | Дует с Defconn      |
| 2013 | «Stop Resisting»           | «Hyde»                      | 3:46              | Дует с VIXX         |
| 2014 | «Holding Hands»            | «Lee Hyun-do Project»       | 3:59              | Дует с DinDin       |
| 2014 | «You, I»                   | «Doctor Stranger» ОСТ       | 2:50              | Соло                |
| 2014 | «I Will Be on Your Side»   | «Best Future» ОСТ           | 1:33              | Соло                |
| 2014 | «Whatever»                 | «Miss Me or Diss Me»        | 3:31              | Дует с MC Mong      |
| 2014 | «Skyfall»                  | «Skyfall»                   | 4:02              | Дует с Damiano      |
| 2014 | «들려줘요»                 | «Dad for Rent» ОСТ          | 3:41              | Соло                |
| 2014 | «한 사람»                  | «The King’s Face» ОСТ       | 4:04              | Соло                |
| 2015 | «I Am Korea»               | «I Am Korea Theme Song»     | 3:40              | Разные Артисты      |
| 2015 | «One Dream One Song»       | «'One K' Campaign Song»     | TBA               | Разные артисты      |
| 2015 | «아니 (No)»                | «Sweet, Savage Family» ОСТ  | 4:31              | Дует с Ли Мин Хеком |
| 2016 | «Look»                     | «Two Yoo Project Sugar Man» | 3:20              | Дует с Verbal Jint  |
| 2016 | «My First Kiss»            | «Beautiful Gong Shim» OST   | 3:15              | Соло                |
| 2016 | «Feeling Like Feeling»     | «Feeling Like Feeling»      | 3:49              | Дует с Champagne    |

## Фильмография

### Фильмы
| Год  | Название        | Роль |
| ---- | --------------- | ---- |
| 2013 | «Остролист»     | Вани |
| 2014 | «Папа в аренду» | Боми |

### Телесериалы
| Год  | Название                                           | Роль              | Заметки             | Канал       |
| ---- | -------------------------------------------------- | ----------------- | ------------------- | ----------- |
| 2011 | «Американские горки»                               | Молодую сестру    | Камео               | tvN         |
| 2011 | «Я верила ему»                                     | Саму себя         | Камео               | MBC Every 1 |
| 2011 | «Красивое лицо ребёнка»                            | Хе Ми             | Камео               | KBS2        |
| 2011 | «Айдол вампир»                                     | Мин А             | Второстепенная роль | MBN         |
| 2012 | «Семья»                                            | Первую Dream Girl | Камео               | KBS2        |
| 2013 | «Повелитель Солнца»                                | Ким Га Ён         | Камео               | SBS         |
| 2013 | «Клиника для женатых пар: Любовь и война», 2 сезон | Саму Себя         | Камео               | KBS2        |
| 2013 | «Чудо»                                             | Чха Ын Сан        | Ведущая роль        | SBS         |
| 2014 | «Лучшее будущее»                                   | Ми Рэ             | Ведущая роль        | Web Drama   |
| 2015 | «Сладкая, грубая семья»                            | Пэк Хён Чи        | Второстепенная роль | MBC         |
| 2016 | «Здравствуй, Корея»                                | Саму себя         | KBS                 |             |
| 2016 | «Красавица Гон Шим»                                | Гон Шим           | Ведущая роль        | SBS         |
| 2019 | «Идеальный парень»                                 | Ым Да Да          | Ведущая роль        | SBS         |
| 2023 | «Курьер»                                           | Кан Джи Хён       | Ведущая роль        |             |

## Развлекательные шоу
| Год         | Название                                | Роль                 | Эпизод  |
| ----------- | --------------------------------------- | -------------------- | ------- |
| 2010        | «Удивительная женщина»                  | Саму себя            | -       |
| 2010        | «Любовь преследователя»                 | Гость                | 12      |
| 2010        | «История Мины Чам»                      | Саму себя            | -       |
| 2010        | «Мы встречаемся»                        | Саму себя            | -       |
| 2010        | «Star Making Survivor»                  | Участник             | -       |
| 2010        | «Код Beatles»                           | Гость с Соджин       | -       |
| 2012        | «Вещание Shinchwa»                      | Гость                | 10-11   |
| 2013 — 2014 | «Музыкальный тренд»                     | Ведущий              | -       |
| 2013        | «Бегущий человек»                       | Гость с Юра          | 162     |
| 2013        | «Счастливы вместе»                      | Гость                | 325     |
| 2013        | «Бегущий человек»                       | Камео с Юрой         | 166     |
| 2014        | «Бегущий человек»                       | Гость                | 198     |
| 2014        | «New Year’s Special : The King of Food» | Гость                | -       |
| 2014        | «Здравствуй, контролёр»                 | Гость                | 182     |
| 2014        | «Король на ведьм»                       | Гость с Соджин       | 47      |
| 2014        | «Король еды»                            | Гость                | 12      |
| 2014        | «Субботняя ночная жизнь Кореи»          | Гость                | -       |
| 2014        | «Шоу младшей звезды»                    | Гость                | -       |
| 2015        | «Пошли! Команда мечты»                  | Гость                | -       |
| 2015        | «Еженедельное развлечение»              | Гость                | -       |
| 2015        | «Здравствуй, контролёр»                 | Гость                | -       |
| 2015        | «Эко-вилла»                             | Главная участница    | -       |
| 2015        | «Бессмертные песни 2»                   | Участница            | 194     |
| 2015        | «Звёздный король»                       | Гость                | -       |
| 2015        | «Избежать кризис № 1»                   | Гость с Соджин и Юра | -       |
| 2015        | «2 дня 1 ночь», 3 сезон                 | Гость                | 76-78   |
| 2015        | «Люди ищут улыбку»                      | Гость                | 500     |
| 2015        | «Закон джунглей»                        | Главная участница    | 181-184 |
| 2015        | «Еженедельный айдол»                    | Гость с Соджин и Юра | 210     |
| 2015        | «Король певец в маске»                  | Участница            | 35-36   |
| 2015        | «Скетчбук Ю Хи Еля»                     | Гость                | 266     |
| 2016        | «Лагерь оздоровления»                   | Гость                | 219     |
| 2016        | «Вкусная дорога»                        | Гость                | 5       |
| 2016        | «Two Yoo Project Sugar Man»             | Гость и певица       | 25      |
| 2016        | «Одна кровать, разные сны»              | Гость                | 49-50   |
| 2016        | «SNL Корея» 8 сезон                     | Ведущий              | 1       |
| 2016        | «Фестиваль дуэтов»                      | Гость и Певица       | 21      |
| 2016        | «Цветочный экипаж»                      | Гость                | 1       |

## Видео

### Музыкальные видеоклипы
| Год  | Название песни     | Продолжительность |
| ---- | ------------------ | ----------------- |
| 2015 | «I Am a Woman Too» | 3:24              |

### Появление в музыкальных видеоклипах
| Год  | Название песни           | Артист                |
| ---- | ------------------------ | --------------------- |
| 2010 | «Afraid of You (Paleni)» | Hit-5                 |
| 2014 | «들려줘요»               | Dad For Rent          |
| 2014 | «I Will Be on Your Side» | Best Future           |
| 2015 | «I Am Korea»             | I Am Korea Theme Song |

## Награды и номинации
| Год  | Награда                                      | Категория                                              | Номинированная работа | Результат |
| ---- | -------------------------------------------- | ------------------------------------------------------ | --------------------- | --------- |
| 2013 | 13th Gwangju International Film Festival     | Лучшая актриса-новичок                                 | «Остролист»           | Победа    |
| 2014 | 16th Seoul International Youth Film Festival | Лучший саундтрек артистки                              | «Ты, я»               | Номинация |
| 2015 | 36th Blue Dragon Awards                      | Лучшая актриса                                         | «Папа в аренду»       | Номинация |
| 2015 | 36th Blue Dragon Awards                      | Лучшая актриса-новичок                                 | «Папа в аренду»       | Номинация |
| 2015 | 36th Blue Dragon Awards                      | Лучшая актриса второго плана                           | «Папа в аренду»       | Номинация |
| 2016 | Seoul Music Awards                           | Награда Бонсан                                         | «I Am a Woman Too»    | Номинация |
| 2016 | Seoul Music Awards                           | Популярная награда                                     | Мина                  | Номинация |
| 2016 | 2016 SBS Drama Awards                        | Превосходная награда, актриса в романтической Ккомедии | «Красавица Гон Шим»   | Победа    |
| 2016 | 2016 SBS Drama Awards                        | Награда новой звезде                                   | «Красавица Гон Шим»   | Победа    |
| 2016 | 2016 SBS Drama Awards                        | Лучшая пара с Нам Кун Мином                            | «Красавица Гон Шим»   | Номинация |

### Шоу «Чемпион»
| Год  | Дата | Песня              |
| ---- | ---- | ------------------ |
| 2015 | 25   | «I Am a Woman Too» |